# 一三式艦上攻撃機
一三式艦上攻撃機 B1M
横須賀海軍航空隊所属の一三式二号艦攻
- 用途：雷撃機・偵察機
- 設計者：ハーバード・スミス
- 製造者：三菱重工業
- 運用者：大日本帝国海軍
- 初飛行：1923年（大正12年）
- 生産数：444機
- 運用開始：1923年（大正12年）
- 退役：1938年（昭和13年）
- 運用状況：退役済

一三式艦上攻撃機（いちさんしきかんじょうこうげきき）は大日本帝国海軍の艦上攻撃機。当初は十三年式艦上攻撃機と称した。海軍における略符号はB1M。

## 開発
日本で初めて製作された艦上雷撃機は同じ三菱製の十年式艦上雷撃機であるが、三葉で艦上での取り回しに苦労した上、単座で自衛武装を一切有さないなどから運用上の問題があり20機で生産を打ち切られ、改めて複葉複座の艦上攻撃機が、十年式と同じ英人のハーバート・スミス技師によって設計された。それが本機で、試作1号機は1923年（大正12年）1月に完成。試験の結果、操縦性ほかの一般性能が良好だったため、翌1924年（大正13年）に実質的に日本で最初の本格的艦上攻撃機として制式採用された。

## 機体
三葉機・単座という斬新な設計であった十年式からうって変わって、一三式は英国機にみられるオーソドックスな複葉機であり、操縦士に加えて後部銃座を有する、日本海軍の艦上攻撃機の祖形となった。主翼・胴体は共に鋼管支柱に木板・羽布張りといった構造も当時の飛行機としては一般的であったが、補助翼に作動時の逆ヨーイングモーメントと打ち消すフライズ型補助翼を採用し、主脚に油圧式のオレオを用いるなど、各部に当時最新の機構が取り入れられていた。十年式が三葉にすることで翼の折り畳み機構を廃していたのに対し、一三式は主翼の外翼を後方に折り畳む機構を装備した。
雷撃だけでなく水平爆撃や偵察にも用いられ、以後の艦攻の任務の祖形となった。

## 運用

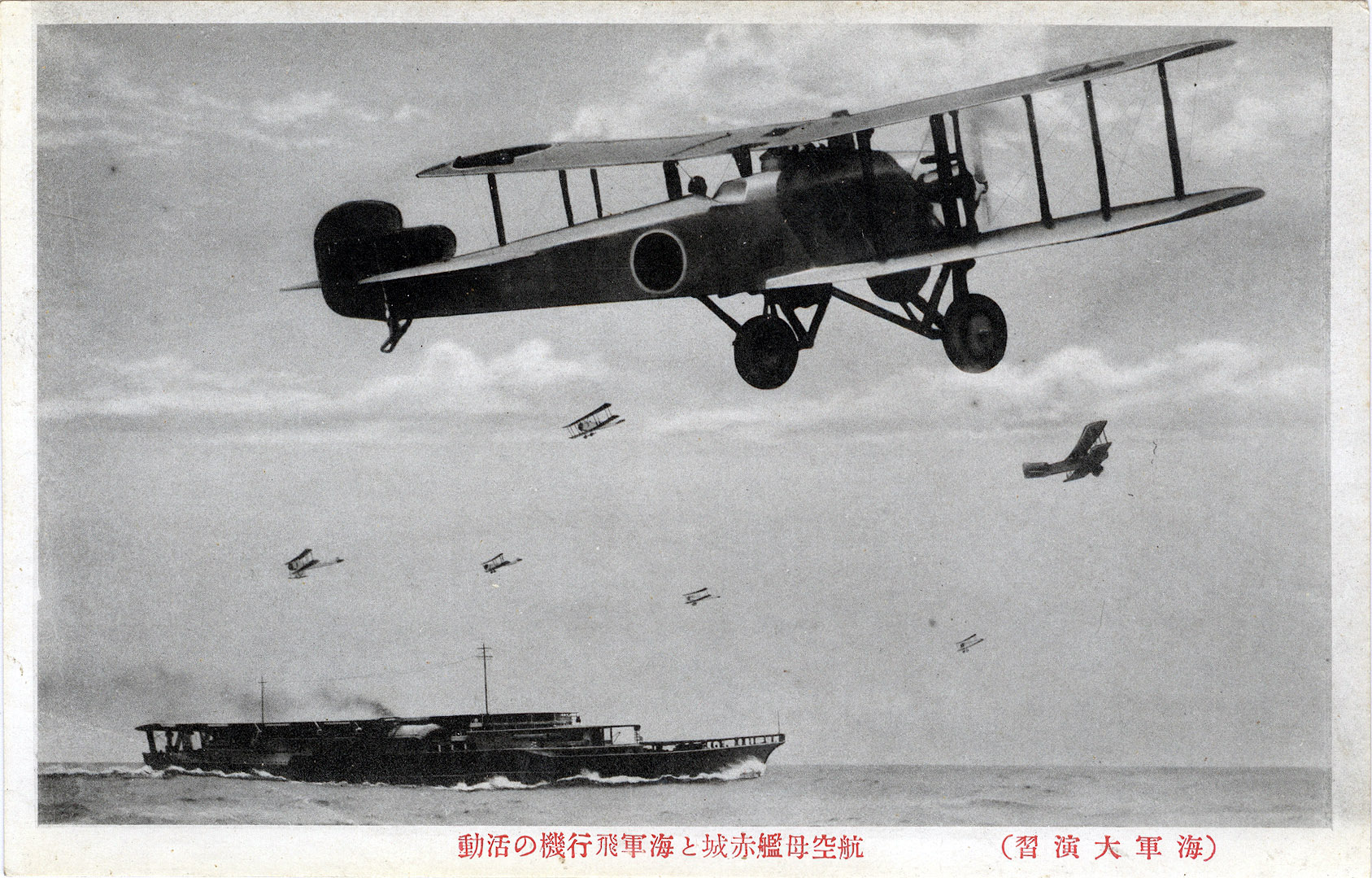
赤城と一三式艦上攻撃機

本格的な量産は1923年（大正12年）から始まり、1933年（昭和8年）までに広島海軍工廠での40機を含めて444機が生産された。
エンジンの換装などによりネピア ライオン搭載の一号一型、一号二型、イスパノ・スイザ直結型搭載の二号一型、二号二型、イスパノ・スイザ減速型搭載の三号の各タイプがあり、二号二型（一三式二号艦上攻撃機二型）から三座となった。二座から三座となったのは、指揮運用上各機に電信員配置が必須であるとする霞ヶ浦航空隊の教官であった岡村徳長大尉の言によるものであり、実際二座では航法担当機と通信担当機に分かれていたことから不便さなどがあり、悪天候中の飛行時に全機遭難するという事故も招いている。
第一次上海事変においては主力艦上攻撃機として爆撃任務で活躍した他、敵の戦闘機を撃墜した機体もあり、日本初の空中戦にも空母「加賀」所属の小谷大尉機（ニ-325）が参加している。後継機となった八九式艦上攻撃機が機体の信頼性の低さで不評であったため、1938年（昭和13年）頃まで偵察任務等で使用され、八九式の後継として、本機を改良した九二式艦上攻撃機が開発された。大日本帝国陸軍でも、新型軽爆撃機（後の八八式軽爆撃機）までの代替機として、八七式軽爆撃機の名で制式採用された。
この他、双フロートを装備して長距離水上偵察機に改造された鴻型水上偵察機も試作されたほか、1928年（昭和3年）には逓信省航空局の民間旅客機試作要求にあわせて、本機に双フロートを装備し、乗員 2名、乗客 4名を乗せられるようにしたMC-1旅客機が試作された。愛知航空機のAB-1や中島飛行機のND-25と比較試験が行なわれたが、操縦席が上翼後方にあって前方視界に難があったほか、複葉で鋼管骨組みに木板・羽布張りという旧式構造が問題視されて不採用となり、もっぱら日本航空輸送での訓練や職員移動に用いられた。

## 主要諸元
出典：『日本の名機100選』

### 一三式三号艦上攻撃機
- 全長: 10.125 m
- 全幅: 14.78 m（主翼は後方に折り畳み可能）
- 自重: 1,750 kg
- 全備重量: 2,900 kg
- 発動機: ヒスパノスイザ 水冷V型12気筒 ×1
- 出力: 450 馬力
- 最大速度: 198.1 km/h
- 航続時間: 5 時間
- 武装: 7.7 mm機銃 ×2（機首固定・後部旋回各1）、18 インチ魚雷 1 本 または 250 kg爆弾 ×2
- 乗員: 当初2名　後期型より3名